# 千童镇
千童镇，是中华人民共和国河北省沧州市盐山县下辖的一个乡镇级行政单位。

## 行政区划
千童镇下辖以下地区：
东街村、北街村、西街村、西南院村、南街村、后韩村、前韩村、陈庄村、小河刘村、西荣村、中荣村、东荣村、黄庄村、杨庄村、刘吾村、小韩村、孙庄村、李梦飞村、史庄村、刘庄村、王朴村、刘宅村、小吕宅村、马杯村、寨子村、蒋元村、党河村、耿庵村和马元子村。

## 传说
相传秦始皇为求长生不老，令徐福率童男、童女各500人从这里出发东渡寻蓬莱、方丈、瀛洲三座仙山求不死仙药，千童这个名字即来源于此。
现民间有从汉代流传下来的千童信子节，1997年5月当地政府修建了千童祠以纪念徐福东渡。